# عائذ بن سلمة الأزدي
الصحابي عائذ بن سلمة الأزدي، أو سلمة بن عياذ الأزدي. صحابي جليل وشاعر من أزد عمان وينتسب إلى قرن بن عبدالله بن الأزد بن الغوث بن نبت بن مالك بن زيد بن كهلان بن سبأ بن يشجب بن يعرب بن قحطان.
وصف بأنه ملك عُمان، وفي هذا شيء من الغرابة لأن مُلك عمان كان لآل الجلندى، وربما كان ملكاً على قومه في ناحية بعيدة عن سلطة آل الجلندى.
ذكر ابن سعد أنه وفد على الرسول في ناس من قومه.
فسأل رسولَ الله : عما يعبد وما يدعو إِليه، فأخبره رسول الله .
فقال : ادع الله أَن يجمع كلمتنا وألفتنا، فدعا لهم، وأسلم سلمة ومن معه.